# Poblat islàmic de Ponta do Castelo
El Poblat islàmic de Ponta do Castelo, també conegut com Poblat islàmic de Pescadors, és un jaciment arqueològic de la freguesia de Bordeira, al municipi d'Aljezur, al sud de Portugal.

## Descripció i història
Aquest jaciment arqueològic és dalt d'un turó coster, en un promontori, al sud de Porto do Forno, a la rodalia del poble de Carrapateira. Es tracta d'un antic poblat d'origen islàmic, que era utilitzat de manera estacional pels habitants de la zona, que d'aquesta forma complementaven l'agricultura i la ramaderia amb els productes del mar, sobretot peix i marisc, costum que va romandre a l'Algarve fins al segle xx.
S'hi descobriren les ruïnes de nou edificis residencials, de planta rectangular i només amb una divisió.(1) A l'interior hi havia vestigis d'estructures de combustió, a més de fragments de ceràmica, hams, pesos de xàrcia, i restes d'animals marítims i terrestres. A més del consum local, el peix també podria ser salat i sec, i després utilitzat en els bescanvis comercials amb productes de l'interior, com ara cereals.(1) A causa de la situació, el poblat estava exposat en gran part de l'any a vents forts i humitat, amb dolentes condicions d'habitabilitat, i és per això que potser s'usà sobretot d'observatori, tal vegada en relació amb la caça de balenes.(1) Una de les peces més interessants que es trobaren al jaciment fou un os de balena, que seria tal vegada utilitzat com a banc, i podria provenir d'un animal caçat en aquella zona. Les peces trobades es troben ara al Museu del Mar i de la Terra, a Carrapateira.
D'acord amb les troballes, el poblat fou habitat al voltant dels segles XII i XIII, durant el període almohade del domini musulmà de la península Ibèrica.(2) El jaciment fou examinat al 2001, doncs els vestigis estaven en risc de desaparèixer per l'erosió natural i la presència humana; i després al 2002. Aquest fou el primer poblat de pescadors del període islàmic que fou estudiat a Portugal.(2)
El poblat islàmic s'integra en el recorregut temàtic Senda dels Pescadors, entre Carrapateira i Vila do Bispo. Les ruïnes són visibles a partir d'un passadís de fusta, construït en l'àmbit del programa Polis Litoral Sud-oest.